# USS Turner (DD-648)
USS Turner (DD-648) là một tàu khu trục lớp Gleaves được Hải quân Hoa Kỳ chế tạo trong Chiến tranh Thế giới thứ hai. Nó đã tham gia trong Thế Chiến II cho đến khi bị đắm do một vụ nổ năm 1944. Nó là chiếc tàu chiến thứ hai của Hải quân Hoa Kỳ được đặt theo tên Đại tá Hải quân Daniel Turner (1794-1850), người tham gia cuộc Chiến tranh 1812.

## Thiết kế và chế tạo
Turner được chế tạo tại xưởng tàu của hãng Federal Shipbuilding and Drydock Company ở Kearny, New Jersey. Nó được đặt lườn vào ngày 16 tháng 11 năm 1942; được hạ thủy vào ngày 28 tháng 2 năm 1943, và được đỡ đầu bởi bà Louis E. Denfeld. Con tàu được cho nhập biên chế cùng Hải quân Hoa Kỳ vào ngày 15 tháng 4 năm 1943 dưới quyền chỉ huy của Thiếu tá Hải quân Henry S. Wygant.

## Lịch sử hoạt động
Turner hoàn tất việc trang bị tại Xưởng hải quân New York và bắt đầu việc chạy thử máy và huấn luyện chống tàu ngầm ngoài khơi Casco Bay, Maine cho đến đầu tháng 6 năm 1943. Vào ngày 9 tháng 6, nó quay trở lại New York chuẩn bị cho nhiệm vụ đầu tiên: một chuyến đi huấn luyện kéo dài ba ngày cùng với chiếc tàu sân bay vừa mới hoàn tất Bunker Hill. Quay trở về New York vào ngày 22 tháng 6, nó lại lên đường ngay ngày hôm sau hộ tống cho Đoàn tàu UGS 11. Nó di chuyển cùng một bộ phận của đoàn tàu trong chặng đầu tiên đi Norfolk, Virginia, đến nơi trong ngày hôm đó; và đến ngày 24 tháng 6, cả đoàn tàu rời Hampton Roads để vượt Đại Tây Dương. Đoàn tàu không gặp sự cố nào trên đường đi, đến Casablanca, Maroc an toàn vào ngày 18 tháng 7; chiếc tàu khu trục khởi hành quay trở về vào ngày 23 tháng 7 cùng với Đoàn tàu GUS 10, về đến New York vào ngày 9 tháng 8.
Cuối tháng đó, nó hộ tống một đoàn tàu vận tải đi vịnh Guantánamo, Cuba, có một chặng dừng ngắn tại Hampton Roads trên đường đi. Trên đường quay trở về, nó gặp gỡ tàu sân bay Anh HMS Victorious và hộ tống nó đi đến Norfolk. Sang đầu tháng 9, Turner tiến hành các cuộc huấn luyện chống tàu ngầm tại Casco Bay, Maine, rồi quay trở lại New York chuẩn bị cho chuyến vượt đại dương lần thứ hai. Vào ngày 21 tháng 9, con tàu đi về phía Nam hướng đến Norfolk, đến nơi vào ngày 23 tháng 9, để rồi khởi hành vượt đại dương vào ngày hôm sau cùng một đoàn tàu vận tải. Sau hành trình kéo dài 18 ngày nơi nó thực hiện một lượt tấn công bằng mìn sâu vào một tín hiệu sonar bắt được, nó đi đến Casablanca vào ngày 12 tháng 10. Bốn ngày sau, nó lên đường đi Gibraltar để tham gia một đoàn tàu khác; nó đến nơi vào ngày 17 tháng 10, ở lại cảng hai ngày trước khi khởi hành hộ tống cho Đoàn tàu GUS 18.
Trong đêm 23 tháng 10, Turner hoạt động như một tàu hộ tống chống tàu ngầm mở đường cho đoàn tàu, khi nó bắt được một tín hiệu nổi không xác định trên màn hình radar. Lúc 19 giờ 43 phút, 11 phút sau khi bắt được tín hiệu lần đầu tiên, trinh sát viên trên tàu xác định mục tiêu là một tàu ngầm U-boat Đức đang chạy trên mặt biển ở khoảng cách 500 yd (460 m). Ngay lập tức, nó bẻ lái sang mạn phải và khai hỏa đồng loạt các khẩu pháo 5 in (130 mm), Bofors 40 mm và Oerlikon 20 mm; chỉ trong vòng vài giây, nó ghi được một phát 5 in (130 mm) và nhiều phát 40 và 20 mm bắn trúng vào tháp chỉ huy chiếc U-boat, cùng nhiều phát bắn trúng khắp con tàu. Đối thủ phản ứng bằng cách lặn xuống nước nhanh chóng, và chiếc tàu khu trục tiếp tục tấn công bằng ba lượt mìn sâu, ghi nhận một tiếng nổ thứ tư sau ba tiếng nổ vốn đã làm mất điện các dàn radar SG và SD, dàn pháo chính và bộ sonar của chiếc tàu khu trục. Phải mất 15 phút cho đến khi có điện trở lại cho các thiết bị.
Trong khi đó, Turner bắt đầu tìm kiếm chứng cứ xác định đánh chìm được hay dò tìm tín hiệu của đối thủ. Lúc khoảng 20 giờ 17 phút, nó bắt được một tín hiệu khác trên màn hình radar SG ở cách 1.600 yd (1.500 m) bên mạn trái, nó bẻ lái để điều tra, và không lâu sau trinh sát viên trên cầu tàu nhìn thấy một vật thể dưới nước, mà theo những người chứng kiến cho rằng đó là một tàu ngầm đang chìm phần đuôi. Không may là chiếc tàu khu trục phải tách xa khỏi mục tiêu để tránh một tàu hộ tống của đoàn tàu vận tải; và khi nó có thể quay trở lại tìm kiếm, vật thể trên đã biến mất. Turner cùng với tàu khu trục hộ tống Sturtevant tiếp tục ở lại khu vực tìm kiếm tàu ngầm đối phương hay bằng chứng đã đánh chìm, nhưng không mang lại kết quả. Điều có thể nói là nó có thể đã gây hư hại nặng một tàu ngầm đối phương và có thể đã đánh chìm; tuy nhiên không có bằng chứng nào củng cố giả thuyết thứ hai. Chiếc tàu ngầm bị tấn công có thể là chiếc U-190.
Sang ngày 24 tháng 10, hai chiếc tàu hộ tống gia nhập trở lại đoàn tàu vận tải, và tiếp tục vượt đại dương một cách bình yên. Khi chúng tách ra cho những điểm đến khác nhau vào ngày 4 tháng 11, Turner chiếm lấy vị trí hộ tống cho bộ phận hướng đến Norfolk. Hai ngày sau, các tàu vận tải đi đến cảng bình yên, và chiếc tàu khu trục khởi hành quay trở về New York, đến nơi vào ngày 7 tháng 11. Sau mười ngày trong cảng, con tàu tiến hành thực tập chống tàu ngầm trong một giai đoạn ngắn tại vịnh Casco trước khi quay trở lại Norfolk tham gia một đoàn tàu vượt đại dương khác. Nó khởi hành từ Norfolk cùng đoàn tàu vận tải vượt đại dương thứ ba, cũng là chuyến cuối cùng của nó, vào ngày 23 tháng 11, và vượt đại dương một cách bình yên. Vào ngày 1 tháng 1 năm 1944, lúc gần cuối của chuyến đi quay trở về, đoàn tàu lại tách ra làm hai như thường lệ, và Turner gia nhập nhóm đi đến New York, chuyển hướng để đi đến cảng này. Nó đi đến ngoài khơi Ambrose Light cuối ngày 2 tháng 1 và thả neo tại đây.
Sáng sớm hôm sau, chiếc tàu khu trục chịu đựng một loạt các vụ nổ bên trong tàu. Lúc 06 giờ 50 phút, nó bị nghiêng 16° sang mạn phải trong khi tiếp tục chịu đựng các vụ nổ, hầu hết tại khu vực chứa đạn dược. Rồi đến 07 giờ 50 phút, một vụ nổ dữ dội đã khiến nó lật úp và chìm ở tọa độ 40°27′0″B 73°48′0″T / 40,45°B 73,8°T. Mũi tàu tiếp tục nổi trên mặt nước cho đến khoảng 08 giờ 27 phút, khi nó hoàn toàn biến mất khỏi mặt nước, mang theo 15 sĩ quan và 123 thủy thủ. Những người sống sót được các tàu lân cận cứu vớt, và được đưa đến bệnh viện tại Sandy Hook, New Jersey. Một máy bay trực thăng Sikorsky HNS-1 của lực lượng Tuần duyên Hoa Kỳ do Thiếu tá Hải quân Frank A. Erickson điều khiển đã giúp vận chuyển hai thùng chứa huyết tương từ New York đến Sandy Hook. Hoạt động đầu tiên trong vai trò cấp cứu của một máy bay trực thăng này đã cứu sống nhiều người trong số thành viên thủy thủ đoàn.
Tên của Turner được cho rút khỏi danh sách Đăng bạ Hải quân vào ngày 8 tháng 4 năm 1944.